# Тина Крајишник
Тина Крајишник (девојачко Јовановић; Сарајево, 12. јануар 1991) српска је кошаркашица. Игра на позицијама крилног центра и центра.
Прве кошаркашке кораке направила је у Лозници, потом је играла у Радивоју Кораћу, Црвеној звезди, Печују, Мишколцу и Шопрону. Од маја 2021. године је потписала уговор за турски Галатасарај, а од 2022. за руски Јекатеринбург. Са репрезентацијом Србије освојила је златну медаљу на Европском првенству 2021. године одржаном у Француској и Шпанији.
Проглашена је за најбољу српску кошаркашицу у 2022. години, од стране Кошаркашког савеза Србије.

## Успеси

### Репрезентативни
- Европско првенство:  2021. Француска / Шпанија.

### Појединачни
- Српска кошаркашица године (2022)